# Сан Протазо (Пјаченца)
Сан Протазо је насеље у Италији у округу Пјаченца, региону Емилија-Ромања.
Према процени из 2011. у насељу је живело 216 становника. Насеље се налази на надморској висини од 89 м.